# Wilhelmine Guischard
Wilhelmine Konstanze Guischard (* 5. März 1826 in Kolberg in Pommern; † April 1896 in Berlin) war eine deutsche Schriftstellerin.

## Leben
Wilhelmine Guischard war die Tochter eines Majors und verlor bereits frühzeitig ihre Eltern, sie erhielt jedoch aufgrund der Unterstützung von Verwandten eine sorgfältige Erziehung und Bildung.
Bereits in ihrer Jugend war sie mehrere Jahre als Erzieherin tätig, bevor sie sich der Schriftstellerei widmete. Aufgrund einer längeren Erkrankung pausierte sie zwischen 1867 und 1877 und setzt dann ihre schriftstellerische Arbeit fort.
Ihr Stück Parisina wurde 1879 im Nationaltheater (siehe Schauspielhaus (Berlin)) in Berlin, wo sie seit vielen Jahren ihren ständigen Wohnsitz hatte, aufgeführt; ihre letzte Wohnanschrift war in der Bülowstraße 76 in Berlin.

## Schriften (Auswahl)
- Die Hunyady. Ein historischer Roman. 1858.
  - 1. Teil.
  - 2. Teil. Leipzig, 1858 (google.de/books).
  - 3. Teil. Leipzig, 1858 (google.de/books).
- Black Douglas. Ein australischer Roman. 1860 (google.de/books).
- Die Foscari. Ein historischer Roman.
  - 1. Teil. Leipzig, 1863 (google.de/books)
  - 2. Teil. Berlin, 1866 (zweite Auflage) (google.de/books).
  - 3. Teil. Berlin, 1866 (zweite Auflage) (google.de/books).
- Eine Verschwörung in Venedig. Historischer Roman aus dem 17. Jahrhundert. 1867 (google.de/books).
- Venezia, die Königin der Meere. Bilder und Schilderungen. 1877 (Digitalisat).
- Parisina – Trauerspiel in fünf Aufzügen. Berlin, 1879 (google.de/books).
- Bekehrt – Ein Schauspiel in 5 Aufzügen (Manuskript). 1887.
- Der letzte Capy – Schauspiel. Berlin, ohne Jahr.
- Ildico – Historischer Roman. Berlin, ohne Jahr.